# ホースメン (2009年の映画)
『ホースメン』（原題：Horsemen）は、猟奇連続殺人を題材にした2009年のアメリカのサスペンス映画。

## ストーリー
愛する妻を亡くしたブレスリン刑事は、残された2人の息子との間に生じた溝を埋められずに悩んでいた。
ある日、1人の人間から生きたまま抜き取られたと思われる血のこびりついた多数の歯が、凍った池に置かれた台に乗せられた状態で見つかるという異常な事件が発生する。
ブレスリンは歯科法医学が専門であることから事件の捜査に加わる。
現場に残された「COME AND SEE」の文字、そして「死体なき殺人」に事件は大きな謎を帯びていた。
そんな中、中年の白人女性が自宅の中で拷問台に吊るされた状態で死んでいるのが発見される。
現場には同じく「COME AND SEE」の文字。
そして被害者の腹の中にいた胎児が取り出されていた。
遺体を発見したのは被害者の養女であるアジア系の美少女クリスティン。
彼女には被害者の実子である妹たちがいた。
次に、最初に見つかった歯の持ち主と思われる、歯を抜き取られた男の死体が発見される。
今回も自宅の中で拷問台に吊るされた状態であり、同じように「COME AND SEE」の文字があった。
ブレスリンは、「COME AND SEE」の文字、死体が発見された部屋の色調、そして特注で作られた拷問台が全部で4つあることなどから、
一連の事件が「ヨハネの黙示録の四騎士（Four Horsemen of the Apocalypse）」になぞらえられていることに気付く。
息子を学校に送ってやる予定だった朝、ブレスリンはクリスティンに呼び出される。「普通の人と話がしたい」という彼女の願いを聞いてやるブレスリン。
ところが、いきなりクリスティンは養母を殺して胎児を取り出したのが自分であると告白する。

## キャスト
役名：俳優（ソフト版吹き替え）
- エイダン・ブレスリン：デニス・クエイド（吹替：加藤亮夫）
- クリスティン・スピッツ：チャン・ツィイー（吹替：弓場沙織）
- アレックス・ブレスリン（エイダンの長男）：ルー・テイラー・プッチ（吹替：川野剛稔）
- ショーン・ブレスリン（エイダンの次男）：リアム・ジェームズ
- デビッド・スピッツ（クリスティンの養父）：ピーター・ストーメア
- スティングレイ刑事：クリフトン・コリンズ・Jr（吹替：赤城進）
- コーリー：パトリック・フュジット（吹替：井上剛）
- テイラー（コーリーの兄）：エリック・バルフォー
- タック（監察医）：バリー・シャバカ・ヘンリー
- ホワイトレザー神父：ポール・ドゥーリイ
- 警察本部長：チェルシー・ロス

## スタッフ
- 監督：ジョナス・アカーランド
- 製作：マイケル・ベイ、アンドリュー・フォーム、ブラッド・フラー
- 音楽：ヤン・A・P・カチュマレク
- 衣装：B.
- 美術：サンディ・コクレイン
- 共同製作：ニコル・ブラウン、ケリー・コノップ、ジュレマイア・サミュエルズ
- 日本語字幕：石田泰子